# Germaine Delbat
Germaine Delbat, född Germaine Marie Fuster 26 mars 1904 i Courbevoie, Île-de-France, död 24 april 1988 i Paris, var en fransk skådespelerska.

## Roller i urval
- 1953 – På galej i Boulogne
- 1955 – Lola Montez – kurtisanen
- 1956 – Han som älskade livet
- 1956 – Ringaren i Notre Dame
- 1958 – Den syndfulla leken
- 1960 – Sanningen
- 1961 – Tycker ni om Brahms ...
- 1962 – Olycksfågeln Gigot
- 1967 – Saken är Oscar
- 1968 – Le Pacha
- 1969 – Polisen söker mordvittne
- 1976 – Bilitis 16 år